# Catedral de Nuestra Señora de Fátima (Jardim)
La Catedral de Nuestra Señora de Fátima  (en portugués: Catedral Nossa Senhora de Fátima) es el nombre que recibe un edificio religioso que pertenece a la Iglesia Católica y sirve como la catedral ubicada en la ciudad Jardim en el estado de Mato Grosso do Sul en el país sudamericano de Brasil.
La iglesia sigue el rito romano o latino y es la sede de la Diócesis católica de Jardim (Diœcesis Viridariensis)  que fue creada en 1981 mediante la bula "Spiritalibus necessitatibus" del papa Juan Pablo II. Su complejo abarca la mitra diocesana, la curia diocesana, el centro de la pastoral, y la residencia oficial del cura y del obispo de la diócesis.
Esta bajo la responsabilidad pastoral del obispo João Gilberto de Moura.